# Gustaf Eduard Taube von Odenkat
Gustaf Eduard Graf Taube von Odenkat (schwedisch: Gustaf Edvard Taube af Odenkat; * 4. November 1818 in Uppsala; † 14. Mai 1899 in Stockholm) war ein schwedischer Graf, Oberst und Stadtkommandant von Stockholm. Er stammte aus dem deutsch-schwedisch-baltischen Adelsgeschlecht der „von Taube“.

## Werdegang
Graf Gustaf Eduard legte 1835 in einem schwedischen Artillerie-Regiment sein Examen zum Konstabler ab. Er wurde dann Sergeant und legte seine Offiziersprüfung am 14. April 1836 ab, im gleichen Regiment wurde er zum Unterleutnant befördert. Danach schloss sich 1848 eine Verwendung als Arbetsofficer, vergleichbar mit der Aufgabe eines Fachoffiziers, bei den Bestückungsarbeiten auf der Festung Vaxholm an. Als Nächstes wurde er Chef für die Bestückungsarbeiten in Dalarö und es folgte die Beförderung zum Leutnant. Im März 1849 trat er seinen Dienst in der dänischen Armee an, er übernahm die Funktion eines Zugführers und danach die des Führers einer Artilleriebatterie. Er war zwischen 1849 und 1850 Teilnehmer in der Schlacht um Kolding, Gefechten bei Almind, Blaakjærskov und Vejle und wurde 1850 mit dem Dannebrogorden zum Ritter (1. Klasse) ausgezeichnet. Im Oktober 1850 wurde er Generalstabsoffizier und bis 1851 arbeitete er als Übersetzer im Verteidigungsdepartement. Es folgte dann eine Adjutantenstelle im 4. Militärdistrikt. Am 30. Juni 1854 wurde er zum Kapitän befördert und kommandiert bis Juni 1855 ein schwedisches Artillerieregiment. Von 1855 bis 1857 diente er bei König Oskar I. (1799–1859) als Aide-de-camp, es schloss sich dann, bis 1868, eine Verwendung als Stabschef des 4. Militärdistriktes an. Am 7. Juli 1859 wurde er mit dem Sankt-Olav-Orden dekoriert. Für seine herausragende Betreuung des Gesandten von Oranien-Nassau, General Heinrich von Hadeln, während der Krönung des schwedischen Königs Carl XV. (1826–1872), wurde er im August 1860 mit dem Militär- und Zivildienst-Orden Adolphs von Nassau ausgezeichnet. Weiterhin erhielt er für seine herausragenden Dienste am 6. Juli 1862 den Schwertorden. Er wurde 1864 Major im Skaraborgs-Regiment und übernahm 1867 als Oberstleutnant erneut die Funktion eines Aide-de-camps, diesmal bei König Carl XV. Seine nächste Verwendung versah er als Chef der Militärschießschule, danach wurde er Stadtkommandant von Stockholm und 1869 zum Oberst befördert. Im Jahre 1868 wurde er mit dem Dannebrogorden zum Kommandeur (2. Klasse) geehrt. Am 17. Januar 1879 nahm er seinen Abschied aus dem Militärdienst und erhielt das Privileg zivilen Dienst in der Armee und im Generalstab zu leisten. 1889 wurde er zum „Kommandeur des Sankt-Olav-Ordens“ ausgezeichnet. Seine letzte Auszeichnung war 1898 das „Dannebrogsmänner-Ehrenzeichen“.

## Familie
Seine Eltern waren der schwedische Hofmarschall Gustaf Johann Graf Taube von Odenkat (1796–1872) und dessen Ehefrau die Hofmeisterin Christina Ulrika Lagerbring (1798–1862). Gustaf Eduard war in erster Ehe mit Matilda Charlotta Degenær (1826–1856) und in zweiter Ehe mit Adelaide Constance Nyström (1834–1868) verheiratet. Aus der zweiten Ehe stammten vier Töchter: Eva Christina Adelaide (* 1864), verheiratet mit Carl Axel Göran (1858–1912), Marianne (1867–1928), verheiratet mit Sigvard Glad Landgraff (1856–1919), Carolina Taube (* 1868), verheiratet mit Vilhelm Ferdinand Teden (1865–1929), geschieden 1924 und Ebba Taube, Zwillingsschwester von Carolina (* 1868).
Gustaf Eduard von Taube starb am 14. Mai 1899 in Stockholm und wurde auf dem Artillerikyrkgården, auf diesem ist auch sein Grabstein aufzufinden  beigesetzt. Er hatte vier Brüder, Carl Friedrich (1820–?), Arvid (1821–1887), Gustaf Diedrich (Göta) (1823–1887) und Henning Adolf (1826–1880), die alle vor ihm verstarben. Die gräfliche Nachfolge trat sein Neffe Henning Gustaf Graf Taube von Odenkat  (1851–1927), ein Sohn Hennig Adolfs an.